# Time Riders
Ne doit pas être confondu avec Tom Ryder.
Time Riders (titre original : TimeRiders) est une série de romans pour jeune adultes et adolescents de science-fiction sur le thème du voyage dans le temps, écrits par l'auteur britannique Alex Scarrow. La série compte neuf livres, parus entre 2010 et 2014.

## Résumé
Les trois personnages principaux de la série se nomment Liam O'Connor, Madelaine Carter (surnommée Maddy) et Saleena Vikram (surnommée Sal), ils ont été recrutés au moment où ils auraient dû mourir, Liam en mer en 1912, Maddy en avion en 2010 et Sal dans un incendie en 2026. Leur but principal est le suivant : empêcher les modifications du temps. Ils interviennent habituellement pour une situation dans chacun des livres. Les modifications temporelles sont causées par des intervenants du futur, ayant pour but de modifier le passé pour rendre le futur moins pollué et mourant.Mais pour cela, il ne faut pas se faire attraper par les traqueurs

## Localisation/Temporalité
L'histoire se passe en 2001 à New York et en 2066 à New York ainsi qu'en 1941 au bunker d'Hitler, en 1956 à Washington. En 2015, 65 millions d'années avant j-c, en 1194 à l'époque de Richard Cœur de Lion, en 1844 avec Abraham Lincoln, en 54 avec Caligula, en 1888-1889 avec Jack l'éventreur, en 1666 avec le Grand Incendie de Londres et la Piraterie, en 1994 lors de la Guerre au Nicaragua, en 1580 chez les Mayas, en 2070 lors de la Fin et en 1 à  Jérusalem avec Jésus.

## Personnages principaux
- Liam O'Connor: Jeune steward irlandais présent à bord du Titanic est l'agent de terrain de l'équipe. Il sait choisir ce qui lui semble juste dans les moments difficiles. Il est très ami avec Bob l’unité de soutien de l'équipe.
- Madelaine ''Maddy'' Carter: Jeune programmeuse informatique présente dans un avion sur le point d'exploser en 2010 est l'analyste et la chef de l'équipe. Elle est capable de trouver l'origine de la contamination. Elle cache beaucoup de choses à ses coéquipiers.
- Saleena ''Sal'' Vikram: La plus jeune membre de l'équipe, indienne de Mumbai dont l'immeuble était en train de s'effondrer à cause d'un incendie en 2026, est l'observatrice de l'équipe. Est capable de repérer le moindre décalage. Elle sait que quelque chose cloche.
- Bob: Unité de support de l’équipe, il est un humain génétiquement modifiée, avec un ordinateur surpuissant à la place du cerveau. Liam les nomme, lui et Becks, les "robot de chairs". Servant principalement à assister Liam lors de ses missions sur le terrain, en particulier pour le combat, il développe avec ce dernier un lien profond. Aux premiers abords sans émotions, le temps passé avec l’équipe le dote peu à peu de sentiments et d’emotions se rapprochant de ceux d’un humain.
- Becks: Version féminine de l’unité de support de l’équipe, elle sert elle aussi à soutenir Liam lors des missions de terrain. Créée par erreur, elle devait originellement être une unité mâle servant à remplacer Bob lors de réparations. Elle possède la même mémoire que Bob, mais développe ses propres sentiments et émotions avec le temps, dont des sentiments amoureux pour l’agent de terrain Liam.